# Луис Маунтбатън
Принц Луис Франсис Албърт Виктор Никълъс, първи граф Маунтбатън-Бирма (25 юни 1900 – 27 август 1979) е британски аристократ, адмирал и държавник – последен вицекрал на Британска Индия (1947), първи генерал-губернатор на Индия (1947-1948) и първи морски лорд на Великобритания.

## Биография
Луис Маунбатън е роден на 25 юни 1900 в Уиндзор, Великобритания като Принц Луис фон Батенберг. Той е син на принц Лудвиг Александър фон Батенберг (брат на княз Александър I Батенберг) и принцеса Виктория Хесен-Дармщатска (внучка на кралица Виктория). По време на Първата световна война баща му, който също е адмирал от английския флот, променя името на фамилията от немски Батенберг на английски Маунтбатън. Оттогава Луис започва да се нарича Луис Маунтбатън. Той е вуйчо и ментор на единбургския херцог Филип, съпруг на британската кралица Елизабет II.
Лорд Маунтбатън получава образование в Кралската военноморска академия, а през Втората световна война командва флотилия от морски миноносци. След войната развива забележителна политическа кариера и през 1947 г. е назначен за вицекрал на Индия, а по-късно – и за неин първи генерал-губернатор.
Луис Маунтбатън е племенник на последната руската императрица Александра Фьодоровна и на младини често посещава Русия. Оттогава датират и чувствата му към великата княгиня Мария Николаевна (1899 – 1918), чийто портрет лордът пази до края на живота си.
На 18 юли 1922 г. Луис се жени за Едуина Синтия Ашли (1901-1960). Двамата имат две дъщери:
- Патриша, втора графиня Маунтбатън и Бирма (1924-2017)
- Лейди Памела Кармен Луис (* 1929)

Лорд Маунтбатън е убит при бомбен атентат на 29 август 1979 г. в Слайгоу, Ирландия. Атентатът е извършен от активист на ИРА, който поставя бомба в лодката, с която лордът и семейството му се разхождат край брега на Слайгоу.